# Vintersaga
"Vintersaga" är en sång på svenska från 1984, skriven av svensken Ted Ström. Han har spelat in den vid minst tre tillfällen, och "Vintersaga" har vid flera tillfällen sjungits in av andra artister. Bland annat har Monica Törnell, Jerry Williams, Andreas Johnson och Amanda Bergman nått framgångar med versioner av sången.

## Beskrivning
Texten omnämner en rad orter och andra ställen i Sverige. Exempelvis nämns Mommas krog i Kiruna och Stadspuben i Luleå. Texten innehåller också iakttagelser av trafik med olika typer av kommunikationsmedel under ett kraftigt snöoväder, tillexempel Mariaberget och Tjörnbron. Ted Ströms senare låtar har ofta handlat om liknande teman.

## Inspelningar och cover-versioner
Låten fanns med på Ted Ströms album Ge mig mer från 1984 och med något bearbetad text sjöngs den även in av Monica Törnell samma år.. Ström har senare spelat in flera nya versioner av låten, bland annat på albumet regi: Lars Molin, musik: Ted Ström från 1999 och på albumet Vinterhamn (2005).
En annan känd inspelning gjordes av Jerry Williams 1990. Hans inspelning låg på Svensktoppen i 12 veckor under perioden 30 september–16 december 1990, med andraplats som högsta placering där. Därefter gjordes coverversioner av Loa Falkman (2002) och Jenny Wahlgren (2007). Sistnämnda år gavs den även ut av Mathias Holmgren på albumet Lejonhjärta och 2010 av Mimikry på deras coveralbum Mimifierat. 
År 2013 nådde Andreas Johnson final i TV-programmet Alla tiders hits med sin version av låten. År 2014 släppte Sarah Dawn Finer albumet Vinterland där en version av låten finns med, och 2015 gjorde Amanda Bergman en ny version av låten tillsammans med Oskar Linnros i en reklamkampanj för Volvo Personvagnar i Sverige.
Vikingarockgruppen Ultima Thule släppte en version av låten 2021.
En version på finska med namnet "Kaipuu" ('Längtan') spelades in av Carola Standertskjöld 1985 med text av Edu Kettunen. Den är baserad på Törnells version av "Vintersaga", med en text som handlar om en bilresa genom Finland. Kettunens text uppradar platser och känslor på ett sätt troget originalet.
Adolphson & Falk offentliggjorde i januari 2024 en inspelning av låten med tillhörande musikvideo.